# Robert Folinsbee
Robert Edward Folinsbee OC FRSC (16 avril 1917 - 1er mai 2008) est un géologue canadien, dont les travaux concernent la géochronologie, les gisements de minerai et les météorites.

## Biographie
Né à Edmonton, en Alberta, il obtient un baccalauréat ès sciences en 1938 de l'Université de l'Alberta, une maîtrise ès sciences en 1940 et un doctorat en 1942 de l'Université du Minnesota. Pendant la Seconde Guerre mondiale, il sert dans l'Aviation royale du Canada en tant que pilote.
En 1946, il rejoint l'Université de l'Alberta en tant que professeur adjoint. Il devient professeur agrégé en 1950 et professeur titulaire en 1955. Il prend sa retraite en 1978 et est nommé professeur émérite. De 1955 à 1969, il est président du Département de géologie.
Il est président de la Société américaine de géologie (1975-1976)  et de la Société royale du Canada (1977-1978).
En 1973, il est fait Officier de l'Ordre du Canada. En 1967, il reçoit la médaille Willet G. Miller de la Société royale du Canada.
L'astéroïde (187679) Folinsbee est nommé en son honneur.